# 田所祐
田所 祐（たどころ ゆう、1924年3月15日 - 2005年1月13日）は、日本の内科医師、馬主。
兵庫県神戸市にある総合病院である田所病院の院長であった。

## 経歴・人物
兵庫県神戸市にある田所医院の院長として、弟の順、健とともに医師として活動した。阪神タイガースの専属ドクター、さらに日本ボクシングコミッション公認ドクターとして関西エリアでのボクシング興行でリングドクターを務めていた。
1995年の阪神・淡路大震災では、病院兼自宅が半壊、被害に巻き込まれた順とその夫人を亡くすという不幸に見舞われた。そのような状況であったが、同年12月28日には、所有馬マヤノトップガンが有馬記念を制して得た賞金の一部（1000万円）を日本赤十字兵庫県支部へ寄付した。
2005年1月13日に死去。80歳没。

## 馬主活動

田所の勝負服

日本中央競馬会（JRA）に登録していた馬主としても知られた。勝負服の柄は黄、緑縦縞、袖緑二本輪で、冠名には、神戸市にある摩耶山に由来する「マヤノ」のほか、「マックス」を用いた。生前には阪神馬主協会の顧問も務めていた。
祐の没後は、もとからチャクラ、マックスキャンドゥなどを所有する馬主であった娘の田所英子が祐の所有馬を引き継いでいる。なお、英子は馬術競技馬のオーナーでもある。

## 主な所有馬

### GI級競走優勝馬
- マックスビューティ（1987年桜花賞、優駿牝馬、サンスポ賞4歳牝馬特別、神戸新聞杯、ローズステークス、エリザベス女王杯2着）
- マヤノトップガン（1995年菊花賞、有馬記念、1996年宝塚記念、天皇賞・秋2着、1997年天皇賞・春、阪神大賞典）

### 重賞競走優勝馬
- マックスファイアー（1982年北海道3歳優駿）
- マヤノジョウオ（1986年桜花賞2着、1987年北九州記念、1988年京都牝馬特別）
- マヤノペトリュース（1992年シンザン記念、東京優駿3着）
- マックスロゼ（1995年フェアリーステークス）
- マヤノギャラクシー（1995年京都障害ステークス・秋）

### その他の所有馬
- マヤノオリンピア（1987年すみれ賞、1990年日経新春杯2着、1990年すばるステークス、オーストラリアトロフィー）
- マックスジョリー（1993年桜花賞3着、優駿牝馬3着）
- マヤノメイビー（1999年阪神3歳牝馬ステークス3着、2000年桜花賞2着）

### 田所英子の所有馬
- マックスキャンドゥ（1998年報知杯4歳牝馬特別、サンスポ賞4歳牝馬特別）
- チャクラ（2003年ステイヤーズステークス、2004年目黒記念）
- マヤノオスカー（2005年ゴールド争覇、2006年イヌワシ賞、2007年北国王冠、2008年オータムカップ）
- マヤノモーリス（2006年東海桜花賞）
- マヤノツルギ（2008年UHB杯、2009年ニューイヤーステークス）
- マヤノスターダム（2009年阪神ジャンプステークス）
- マヤノグレイシー（2009年イヌワシ賞）
- マヤノリュウジン（2010年MRO金賞、2013年スプリンターズステークス3着、2014年バーデンバーデンカップ、UHB賞）
- マヤノクレド（2015年オータムカップ、東海桜花賞、東海ゴールドカップ）